# Le Pacte secret de Noël
Le Pacte secret de Noël (Switched for Christmas) est un téléfilm américain réalisé par Lee Friedlander diffusé le 26 novembre 2017 sur Hallmark Channel.

## Synopsis
Chris, femme divorcée avec 2 enfants, est une professeure d'art plastique au lycée alors que sa jumelle, Kate est une femme d'affaires redoutable et respectée dans son travail. Ces deux femmes que tout oppose décident d'échanger leurs vies pour quelques jours sans savoir que cette expérience aura plus de conséquences qu'elles ne l'imaginent.

## Distribution
- Candace Cameron Bure (VF : Léovanie Raud) : Kate Lockhart / Chris Dixon
- Eion Bailey (VF : Franck Monsigny) : Tom Kinder
- Mark Deklin (VF : Thibaut Lacour) : Greg Turner
- Natasha Bure (VF : Zina Khakhoulia) : Piper Dixon
- Cooper Daniel Johnson : Gabe Dixon
- Walter Platz : Ed Lockhart
- James Jamison : Principal Sumner
- Ben Olsen : Dylan Kinder
- Jessica Villeneuve (VF : Marie Bouvier) : Emily
- Natalie Salins : Mrs. Aldrin
- Amanda Pace : Teen Chris
- Rachel Pace : Teen Kate
- Kyle Clark : Teen Tom
- Tanner Gillman : Teen Blake
- Kristen Marie Jensen : Grace
- Brad Johnson : Jasper
- Megan Graves : Caroler